# إدوارد بانكس
إدوارد بانكس (12 أغسطس 1820 - 7 يناير 1910) (بالإنجليزية: Edward Banks)‏ هو لاعب كريكت بريطاني.

## وصلات خارجية
- إدوارد بانكس على موقع إي آس بي آن كريك إنفو (الإنجليزية)